# Mia Wasikowska
Mia Wasikowska (Pronuncia:vah -shi- kof -skə, Canberra, 25 de outubro de 1989) é uma atriz australiana, de ascendência polonesa. Ela ganhou reconhecimento mundial em 2010 depois de estrelar como Alice em Alice no País das Maravilhas de Tim Burton.

## Biografia
Mia nasceu e foi criada em Canberra, capital da Austrália, onde continua a residir com os pais e dois irmãos. Dos nove aos quinze anos de idade, dançava balé 35 horas por semana, aspirava se tornar uma bailarina. Mia é filha de mãe polaca.
Em 2006 decidiu centrar-se na carreira de atriz. Como resultado, foi nomeada para um prêmio AFI na categoria jovem ator/atriz. Mia trabalhou nos Estados Unidos na série da HBO, In Treatment, e foi também escolhida para interpretar Alice na adaptação de Tim Burton de Alice no País das Maravilhas, na qual estrelou ao lado de Johnny Depp, Helena Bonham Carter, entre outros. Ainda em 2010 participou do filme The Kids Are All Right, protagonizado por Julianne Moore, Annette Bening e Mark Ruffalo.

## 2004-2008:Inicio de carreira
Wasikowska conseguiu seu primeiro papel em 2004, em dois episódios da série australiana All Saints. Aos 15 apareceu em vários episódios de Suburban Mayhem,pelo qual recebeu uma indicação para o prêmio AFI de melhor jovem ator. No mesmo ano, ela também apareceu em seu primeiro curta-metragem intitulado Lens Love Story.
Em 2007, Wasikowska apareceu no filme de terror crocodilo Rogue, ao lado de Radha Mitchell e Sam Worthington. for which she received a nomination for a Young Actor's AFI Award. Ela então estrelou o aclamado curta-metragem de Spencer Susser, I Love Sarah Jane, que estreou no 2008 Sundance Film Festival.

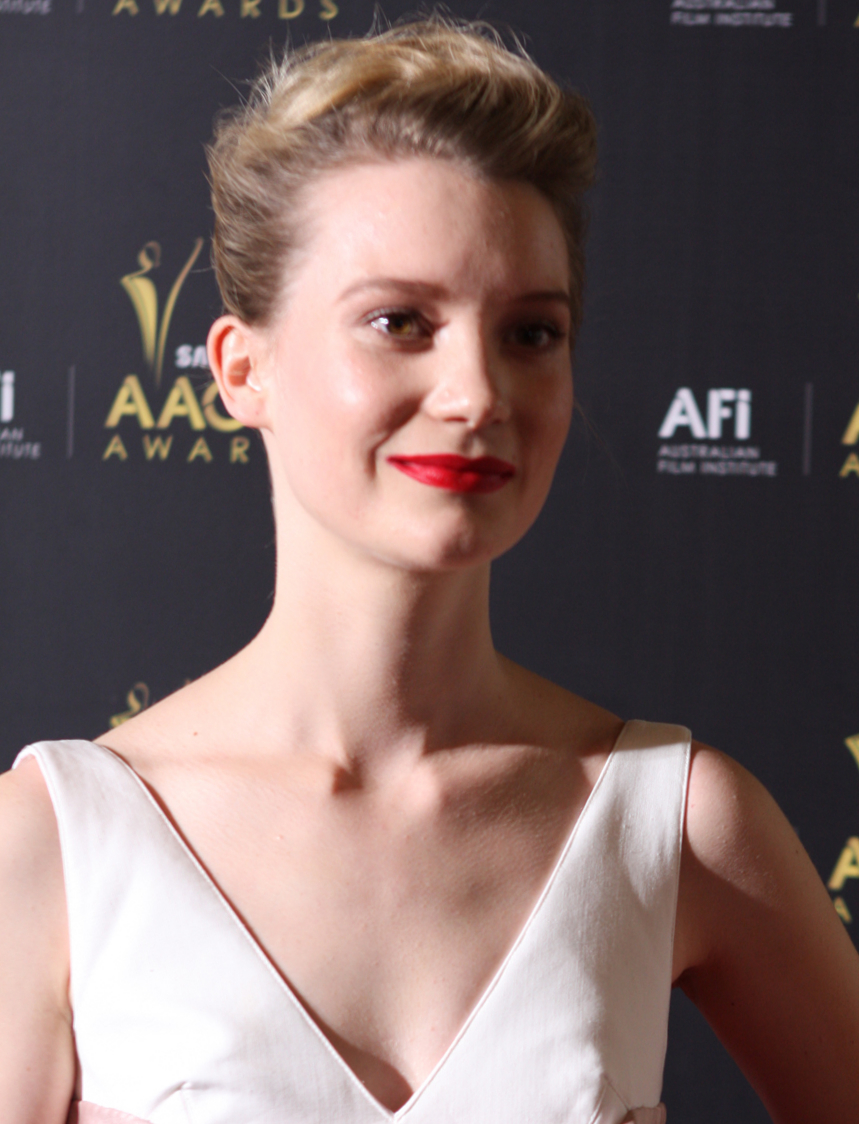

Com dezessete anos, Wasikowska recebeu seu primeiro grande papel nos Estados Unidos quando foi escolhida como Sophie, uma ginasta suicida, no aclamado drama semanal da HBO, In Treatment, depois de fazer uma audição para o papel por fita de vídeo. A exposição levou Wasikowska a escolher suas primeiras aparições no cinema americano. Ela desempenhou o papel de Chaya ao lado de Jamie Bell em Defiance. Wasikowska desempenhou o de Pamela Choat no filme independente do Southern Gothic de 2009.

### 2008-2011:Ascensão e reconhecimento
Em julho de 2008,depois de uma longa pesquisa, Wasikowska foi lançada como a heroína homônima no filme de Tim Burton em Alice in Wonderland ,ao lado de Johnny Depp,Helena Bonham Carter e Anne Hathaway. O filme foi um sucesso mundial de bilheteria e levou a Mia a uma ascensão mundial.Wasikowska retratou uma Alice de 19 anos de idade,retornando ao País das Maravilhas pela primeira vez em mais de uma década depois de fugir de uma proposta de casamento indesejada.
Pareceu mais tarde em The Kids Are All Right,interpretando Joni,a filha de um casal de lésbicas( Annette Bening e Julianne Moore) que foi concebida através de inseminação artificial.
Em 25 de outubro,Wasikowska foi honrado com as concessões de Hollywood Award Breakthrough de melhor atriz,que foi entregue a ela por Bryce Dallas Howard,ela ganhou no mesmo ano o Prêmio Internacional Australian Film Institute de Melhor Atriz por seu desempenho Em Alice no País das Maravilhas.De acordo com a Forbes,Alice in Wonderland estava entre os filmes de maior bilheteria de 2010 com US $ 1,025 bilhão. A partir de janeiro de 2017,é o filme em 25º nas maiores bilheterias de todos os tempos.
De março a maio de 2010, Wasikowska filmou a adaptação de Cary Fukunaga intituladao Jane Eyre, na qual estrelou ao lado Michael Fassbender.Wasikowska recusou participar no drama de Robert Redford em 2011,The Conspirator,para atuar como a personagem principal em Restless. Em 21 de abril de 2011 Wasikowska foi nomeada para o Time 100 , uma lista das pessoas mais influentes do mundo.

### 2012-presente
Em 2011, Wasikowska apareceu ao lado de Shia LaBeouf em Lawless. No final do ano,ela filmou a primeira direção em inglês do diretor Park Chan-wook ,Stoker.Lawless estreou em Cannes em maio de 2012,enquanto Stoker estreou em Sundance em janeiro de 2013. Ambos bem recebidos pela crítica.
Apareuce em The Double,em 2012. [67] Em julho, ela apareceu no drama de Jim Jarmusch Only Lovers Left Alive no qual ela interpreta a irmã mais nova de Tilda Swinton. Em julho de 2013,Wasikowska começou a filmar Maps to the Stars de David Cronenberg.Wasikowska substituiu Emma Stone no romance gótico Crimson Peak,dirigido por Guillermo del Toro,no qual estrelou junto com Tom Hiddleston e Jessica Chastain.
Em maio de 2015, Wasikowska se juntou ao elenco do próximo filme de suspense histórico de Cédric Jimenez intitulado HHhH,baseado no romance do mesmo nome,estrelado por Jason Clarke,Rosamund Pike,Jack O'Connell e Jack Reynor. Wasikowska retomou o papel de Alice em Alice Through the Looking Glass,a sequela de 2016 de Alice no País das Maravilhas .

## Filmografia

### Cinema
| Ano  | Título                           | Papel              | Notas          |
| ---- | -------------------------------- | ------------------ | -------------- |
| 2006 | Lens Love Story                  | Garota             | Curta-metragem |
| 2006 | Suburban Mayhem                  | Lilya              |                |
| 2007 | Moondance Alexander              | Bella Wonder       |                |
| 2007 | Skin                             | Emma               | Curta-metragem |
| 2007 | Cosette                          | Cosette            | Curta-metragem |
| 2007 | September                        | Amelia Hamilton    |                |
| 2007 | Rogue                            | Sherry             |                |
| 2008 | I Love Sarah Jane                | Sarah Jane         | Curta-metragem |
| 2008 | Summer Breaks                    | Kara               | Curta-metragem |
| 2008 | Defiance                         | Chaya Dziencielsky |                |
| 2009 | That Evening Sun                 | Pamela Choat       |                |
| 2009 | Amelia                           | Elinor Smith       |                |
| 2010 | The Kids Are All Right           | Joni               |                |
| 2010 | Alice in Wonderland              | Alice Kingsley     |                |
| 2011 | Restless                         | Annabel Cotton     |                |
| 2011 | Jane Eyre                        | Jane               |                |
| 2011 | Albert Nobbs                     | Helen Dawes        |                |
| 2012 | Lawless                          |                    |                |
| 2013 | Stoker                           | India Stoker       |                |
| 2013 | The Double                       | Hannah             |                |
| 2013 | Tracks                           | Robyn Davidson     |                |
| 2014 | Maps to the Stars                | Agatha Weiss       |                |
| 2014 | Only Lovers Left Alive           | Ava                |                |
| 2014 | Madame Bovary                    | Emma Bovary        |                |
| 2015 | Crimson Peak                     | Edith Crushing     |                |
| 2016 | Alice: Through the Looking Glass | Alice Kingsley     |                |
| 2017 | The Man with the Iron Heart      | Anna Novak         |                |
| 2018 | Damsel                           | Penelope           |                |
| 2018 | Piercing                         | Jackie             |                |
| 2019 | Judy and Punch                   | Judy               |                |
| 2019 | Blackbird                        | Anna               |                |

### Televisão
| Ano       | Título       | Papel       | Notas       |
| --------- | ------------ | ----------- | ----------- |
| 2004-2005 | All Saints   | Lily Watson | 2 episódios |
| 2008      | In Treatment | Sophie      | 9 episódios |

## Prêmios e indicações
| Ano  | Resultado | Premiação                        | Categoria                | Título           |
| ---- | --------- | -------------------------------- | ------------------------ | ---------------- |
| 2006 | Indicado  | Australian Film Institute Awards |                          | Suburban Mayhem  |
| 2009 | Venceu    | Special Jury Awards              | Melhor elenco            | That Evening Sun |
| 2009 | Indicado  | Australian Film Institute Awards | Melhor atriz             | In Treatment     |
| 2010 | Indicado  | Independent Spirit Awards        | Melhor atriz coadjuvante | That Evening Sun |